# Manga pubblicati su Shōnen Jump+
Di seguito sono elencate tutte le serie apparse nella rivista online Shōnen Jump+ di Shūeisha, a partire dalla sua fondazione nel 2014. La lista, organizzata in un decennio, mostra il titolo dell'opera, la prima e l'ultima uscita e il mangaka che l'ha creata.
I manga ancora in corso sono indicati con uno sfondo colorato.

## Anni 2010

### 2014
| Manga                                                              | Data di inizio    | Data di fine      | Mangaka                       |
| ------------------------------------------------------------------ | ----------------- | ----------------- | ----------------------------- |
| ēlDLIVE (エルドライブ?)                                            | 22 settembre 2014 | 5 novembre 2018   | Akira Amano                   |
| EXP:0                                                              | 22 settembre 2014 | 16 luglio 2015    | Satsuki Uehara                |
| Hetalia World☆Stars (ヘタリア World☆Stars?)                        | 22 settembre 2014 | in corso          | Hidekaz Himaruya              |
| Honnori! Don Patch (ほんのり!どんぱっち?)                          | 22 settembre 2014 | 3 agosto 2015     | Yoshio Sawai                  |
| Iroha ni Hotoke! (いろはにほとけ!?)                                | 22 settembre 2014 | 27 dicembre 2014  | Wataru Onoda                  |
| Shōjo+ (ｉ・ショウジョ＋?)                                         | 22 settembre 2014 | 25 aprile 2017    | Toshinori Takayama            |
| Jump no Tadashii Tsukurikata! (ジャンプの正しい作り方！?)          | 22 settembre 2014 | 25 maggio 2015    | Takeshi Sakurai               |
| Kamisama, Kisama wo Koroshitai. (神様、キサマを殺したい。?)        | 22 settembre 2014 | in corso          | Inusuke Matsuhashi            |
| Keppare Matsubara-san! (ケッパレ 松原さん!?)                       | 22 settembre 2014 | 12 novembre 2022  | Shiroyagi                     |
| Kiss x Death                                                       | 22 settembre 2014 | 5 aprile 2018     | Yasuhiro Kanō                 |
| Let's haikyu!? L'asso del volley (れっつ!ハイキュー!??)            | 22 settembre 2014 | 12 novembre 2022  | Retsu                         |
| Makai kara Kita Maid-san (魔界から来たメイドさん?)                 | 22 settembre 2014 | 11 novembre 2015  | Chima Sakuraebi               |
| Mofumofu (もふもふ?)                                               | 22 settembre 2014 | 28 dicembre 2014  | Hayato Yahagi                 |
| Monban Kaeru wa Shagamitai (門番カエルはしゃがみたい?)             | 22 settembre 2014 | 6 febbraio 2015   | Retsu                         |
| My Animal (マイアニマル?)                                          | 22 settembre 2014 | 16 giugno 2015    | Kenta Tsuchida                |
| Navirinth (ナビリンス?)                                            | 22 settembre 2014 | 15 ottobre 2014   | Yūya Ogura                    |
| Nekota Biyori (猫田びより?)                                        | 22 settembre 2014 | in corso          | Kuraku                        |
| Pochi & Kuro (ポチクロ?)                                           | 22 settembre 2014 | 31 luglio 2015    | Naoya Matsumoto               |
| Seiyū Mashimashi Club (声優ましまし倶楽部?)                        | 22 settembre 2014 | 21 febbraio 2016  | Hibari Meguro, Jin Kobayashi  |
| Tōhō Momotarō, Zen Part Boshū (当方桃太郎、全パート募集?)          | 22 settembre 2014 | 31 luglio 2015    | Honemaru Mikami               |
| Tonkatsu DJ Agetarō (とんかつDJアゲ太郎?)                          | 22 settembre 2014 | 23 marzo 2017     | yipiao, Yūjirō Koyama         |
| Yukari-chan (ゆかりちゃん?)                                        | 22 settembre 2014 | 8 marzo 2015      | Masaya Tsunamoto, Yū          |
| Yukimi Daifuku (雪美DAIFUKU?)                                      | 22 settembre 2014 | 6 ottobre 2014    | Daiki Ihara                   |
| Killer Heaven (キラーヘブン?)                                      | 24 settembre 2014 | 28 gennaio 2015   | Joe Takahashi                 |
| Ōnishi Yū Boku Hi Seiden (大西遊 墨飛正伝?)                        | 25 settembre 2014 | 11 giugno 2015    | Hi Sumi                       |
| Karadasagashi (カラダ探し?)                                        | 26 settembre 2014 | 8 dicembre 2017   | Welzard, Katsutoshi Murase    |
| Kuhiko-san (クヒコさん?)                                           | 6 ottobre 2014    | 13 ottobre 2014   | Hayato Yahagi, Kentarō Hidano |
| Jingi Naki Yoshida-ke (仁義なき吉田家?)                            | 10 ottobre 2014   | 21 gennaio 2015   | Osamu Edogawa                 |
| Yagiza no Yūjin (山羊座の友人?)                                    | 18 ottobre 2014   | 25 aprile 2015    | Otsuichi, Masaru Miyokawa     |
| World 4u_                                                          | 21 novembre 2014  | 8 marzo 2015      | Tatsuma Eijiri                |
| Magical Pâtissière Kosaki-chan!! (マジカルパティシエ小咲ちゃん!!?) | 1º dicembre 2014  | 22 settembre 2016 | Taishi Tsutsui                |
| The Maō-sama (THE魔王さま?)                                        | 16 dicembre 2014  | 2 giugno 2015     | Makochin Ishihara             |
| 5 Miǎo tónghuà (5秒童話?)                                          | 18 dicembre 2014  | 12 marzo 2015     | Di Nian Miao                  |
| Wareware wa Uchūjin na no da!! (ワレワレは宇宙人なのだ!!?)         | 20 dicembre 2014  | 4 agosto 2015     | Tatsurō Sakaguchi             |

### 2015
| Manga                                                                                          | Data di inizio   | Data di fine      | Mangaka                                     |
| ---------------------------------------------------------------------------------------------- | ---------------- | ----------------- | ------------------------------------------- |
| N to S wa Kuttsukanai (NとSはくっつかない?)                                                    | 7 gennaio 2015   | 14 gennaio 2015   | Kyōhei Miyajima                             |
| Unchi Nekonchi (うんちねこんち?)                                                               | 20 gennaio 2015  | 27 gennaio 2015   | Ryō Nakama                                  |
| Kuroko's Basket: Replace Plus (黒子のバスケ Replace PLUS?)                                     | 27 gennaio 2015  | 24 aprile 2018    | Sawako Hirabayashi, Ichirō Takahashi        |
| Hana Nochi Hare - Hanadan Next Season (花のち晴れ〜花男 Next Season〜?)                        | 15 febbraio 2015 | 22 dicembre 2019  | Yōko Kamio                                  |
| Onsengai no Medusa (温泉街のメデューサ?)                                                       | 16 febbraio 2015 | 14 marzo 2016     | Taira Wadachi                               |
| Food Wars! - L'étoile (食戟のソーマ L'etoile-エトワール-?)                                     | 20 febbraio 2015 | 21 giugno 2019    | Michiko Itō, Taiki Asatoki                  |
| Love Dester (ラブデスター?)                                                                    | 25 febbraio 2015 | 25 aprile 2018    | Kenji Sakaki                                |
| Toki wo Saiteigen Kakeru Rokuden-shi (時を最低限かける六田氏?)                                 | 22 marzo 2015    | 12 aprile 2015    | Tatsuya Suganuma                            |
| Jikan no Shihaisha (時間の支配者?)                                                             | 26 marzo 2015    | 25 febbraio 2018  | Jea Pon                                     |
| Mahō Shōjo Kobutorin (魔法少女コブトリン?)                                                     | 1º maggio 2015   | 2 maggio 2015     | Kimuchi Yokoyama                            |
| Ikimono Seitai Kansatsu Variety Bokura wa Minna (いきもの生態観察バラエティー ぼくらはみんな?) | 4 maggio 2015    | 5 maggio 2015     | Daijiro Nonōe                               |
| Cherry Blossom Sakura Naoki (CHERRY TEACHER佐倉直生?)                                          | 14 giugno 2015   | 11 settembre 2016 | Kazumi Tachibana                            |
| Gunjō no Magmell (群青のマグメル?)                                                             | 19 giugno 2015   | in corso          | Di Nian Miao                                |
| Tenjin (天神-TENJIN-?)                                                                         | 23 giugno 2015   | 29 maggio 2019    | Yōichi Komori, Muneaki Taoka, Tsubasa Sugie |
| Kami Eshi Nisshi (神えしにっし?)                                                               | 2 luglio 2015    | 8 luglio 2016     | Mika Sakurano                               |
| Full Charge!! Kaden-chan (フルチャージ!! 家電ちゃん?)                                          | 4 luglio 2015    | 9 dicembre 2017   | Konchiki                                    |
| Ano Ko wa Yariman (あの娘はヤリマン?)                                                          | 8 luglio 2015    | 1º giugno 2016    | Otsuzō Kitauchi                             |
| Soul Catcher(S)                                                                                | 24 luglio 2015   | 14 febbraio 2016  | Hideo Shinkai                               |
| Dokusaisha Zeke (独裁者ジーク?)                                                                | 8 agosto 2015    | 7 maggio 2016     | Kei Inayoshi, Saimaru Bamyūda               |
| Food Fighter Tabelu (フードファイタータベル?)                                                  | 5 settembre 2015 | 21 aprile 2018    | Kyōsuke Usuta                               |
| The Emperor and I (エンペラーといっしょ, Emperor to Issho?)                                    | 28 ottobre 2015  | 11 luglio 2017    | mato                                        |
| Accel Star (アクセルスター?)                                                                   | 4 novembre 2015  | 13 aprile 2016    | Hana                                        |
| Mozu no Sakebu Yoru (百舌の叫ぶ夜—MOZU—?)                                                      | 7 novembre 2015  | 14 novembre 2015  | Suguru Hō, Osamu Kumo                       |
| My Hero Academia Smash!! (僕のヒーローアカデミアすまっしゅ!!?, Boku no Hero Academia Smash!!)  | 9 novembre 2015  | 6 novembre 2017   | Hirofumi Neda                               |
| Dead or Animation (デッド・オア・アニメーション?)                                              | 18 dicembre 2015 | 9 settembre 2016  | Yoshikazu Amami                             |
| Luger Code 1951 (ルガーコード1951?)                                                            | 28 dicembre 2015 | 29 febbraio 2016  | Haruto Haneki, Akira Akatsuki               |

### 2016
| Manga | Data di inizio    | Data di fine      | Mangaka                          |
| --- | ----------------- | ----------------- | -------------------------------- |
| Active Raid: Kidō Kyōshūshitsu Daihachigakari (アクティヴレイド-機動強襲室第八係-?)                                                         | 7 gennaio 2016    | 28 luglio 2016    | Kōhei Ueda                       |
| Tetsuwan Adam (鉄腕アダム?) | 16 febbraio 2016  | 13 marzo 2018     | Ryūkō Azuma                      |
| Bye-Bye Jinrui (バイバイ人類?) | 28 febbraio 2016  | 3 novembre 2017   | Tsunezō Watanabe, Asami Hagiwara |
| Cheer Boys!! Go Breakers (チア男子!! -GO BREAKERS-?)                                                                                        | 5 aprile 2016     | 8 novembre 2018   | Ryō Asai, Ken'ichi Kondō         |
| Tabekake Gospel Plan: Dear Succubus Sister (たべかけ福音計画 〜Dear Succubus Sister〜?)                                                     | 13 aprile 2016    | 1º marzo 2017     | Yū Kadono                        |
| Fire Punch (ファイアパンチ?) | 18 aprile 2016    | 1º gennaio 2018   | Tatsuki Fujimoto                 |
| Reptoid (レプトイド?) | 29 aprile 2016    | 17 giugno 2016    | Tsuyoshi                         |
| World's End Harem (終末のハーレム?, Shūmatsu no Harem)                                                                                      | 8 maggio 2016     | 7 maggio 2023     | LINK, Kotaro Shono               |
| Astra - Lost in Space (彼方のアストラ?, Kanata no Astra)                                                                                    | 9 maggio 2016     | 30 dicembre 2017  | Kenta Shinohara                  |
| Gunma Idol Shinwa Uma Seven (群馬アイドル神話 馬セブン?)                                                                                    | 11 luglio 2016    | 21 settembre 2016 | Boomerang Pantsu Yarō            |
| Dare ga Kenia wo Koroshita ka? (誰が賢者を殺したか？?)                                                                                      | 21 luglio 2016    | 17 agosto 2017    | Jōsuke Nanamoto, Neri Mikumo     |
| Akuma no Memumemu-chan (悪魔のメムメムちゃん?)                                                                                              | 26 luglio 2016    | 20 aprile 2021    | Keitarō Yotsuya                  |
| Family Game (ファミリーゲーム?) | 1º agosto 2016    | 5 agosto 2016     | Di Nian Miao                     |
| Sinners (SINNERS -罪魂使-)?) | 6 agosto 2016     | 25 febbraio 2018  | Yu Zi Gui, Sha Long Xiao         |
| Jumyō o Kaitotte Moratta. Ichinen ni Tsuki, Ichimanen de. (寿命を買い取ってもらった。一年につき、一万円で。?)                               | 10 agosto 2016    | 25 ottobre 2017   | Shōichi Taguchi                  |
| Onimadara (オニマダラ?) | 23 settembre 2016 | 24 marzo 2017     | Shūji Kurotani                   |
| Machi Koro Match!+ (街コロマッチ！＋?) | 22 ottobre 2016   | 26 agosto 2017    | Masahiro Hirakata                |
| Ihara 20Days (伊原20days?) | 14 novembre 2016  | 3 dicembre 2016   | Daiki Ihara                      |
| Makui no Rease (魔喰のリース?) | 30 novembre 2016  | 27 dicembre 2017  | Ai Odahara                       |
| Ihara 20Days’ (伊原20days’?) | 4 dicembre 2016   | 23 dicembre 2016  | Daiki Ihara                      |
| Muttsuri Shinken (ムッツリ真拳?) | 9 dicembre 2016   | 2 giugno 2017     | Naoya Sugita                     |
| Tōken Ranbu: Hanamaru (『刀剣乱舞-花丸-』?)                                                                                                 | 10 dicembre 2016  | 4 aprile 2019     | Saru Hashino                     |
| Dragon Ball side story: Vita da Yamcha (ドラゴンボール外伝 転生したらヤムチャだった件?, Dragon Ball Gaiden Tensei-shitara Yamcha Datta Ken) | 12 dicembre 2016  | 14 agosto 2017    | Dragongarow Lee                  |
| Vigilante: My Hero Academia Illegals (ヴィジランテ-僕のヒーローアカデミア ILLEGALS-?, Vigilante -Boku no Hero Academia Illegals-)           | 15 dicembre 2016  | 28 maggio 2022    | Hideyuki Furuhashi, Betten Court |

### 2017
| Manga                                                                                          | Data di inizio    | Data di fine      | Mangaka                                   |
| ---------------------------------------------------------------------------------------------- | ----------------- | ----------------- | ----------------------------------------- |
| #Kamacho Inu wa Tsunagaritai (＃かまちょ犬はつながりたい?)                                     | 23 gennaio 2017   | 29 gennaio 2017   | Yuki Shioki                               |
| Aharen-san wa Hakarenai (阿波連さんははかれない?)                                              | 29 gennaio 2017   | 30 aprile 2023    | Asato Mizu                                |
| Blue Flag (青のフラッグ?, Ao no Flag)                                                          | 1º febbraio 2017  | 8 aprile 2020     | KAITO                                     |
| Route End                                                                                      | 11 febbraio 2017  | 9 febbraio 2019   | Kaiji Nakagawa                            |
| Macho Gourmet (マッチョグルメ?)                                                                | 14 febbraio 2017  | 9 maggio 2017     | Nariaki Narita                            |
| Susume! Jump Heppoko Tanken-tai! (すすめ!ジャンプへっぽこ探検隊!?)                             | 16 febbraio 2017  | in corso          | Takeshi Sakurai                           |
| Hinmin Chōjin Kanenashi-kun (貧民超人カネナシくん?)                                            | 20 febbraio 2017  | 25 dicembre 2017  | Pageratta                                 |
| Ore wa Suki nano wa Omae dake ka yo (俺を好きなのはお前だけかよ?)                              | 26 febbraio 2017  | 23 agosto 2020    | Rakuda, Yū Ijima                          |
| Inochi wo Waketa Kimi to, Jinsei Saigo no Yume wo Miru (命を分けたきみと、人生最後の夢をみる?) | 2 marzo 2017      | 14 settembre 2017 | Welzard, Yūya Ogura                       |
| Shūkyoku Engage (終極エンゲージ?)                                                              | 12 marzo 2017     | 15 aprile 2018    | Shunji Etō, Yoshiyuki Miwa                |
| Moto Jump Sakka ga Ikuji ni Sei wo Dashite Mita (元ジャンプ作家が育児に精を出してみた?)        | 23 marzo 2017     | 6 febbraio 2019   | Rakuda, Yū Ijima                          |
| Chikyū Ningen Terra-chan (地球人間テラちゃん?)                                                 | 23 maggio 2017    | 27 giugno 2017    | Seiji Hayashi                             |
| Saho-kun & Hakase no Dokidoki Jikken-shitsu (佐保くん&ハカセのドキドキ実験室?)                 | 29 maggio 2017    | 4 giugno 2017     | dollly                                    |
| Shinzō ni Kui wo Uchitsukete (心臓に杭を打ちつけて?)                                           | 1º giugno 2017    | 12 luglio 2018    | Arashi Omiya                              |
| Dorei Yūgi (奴隷遊戯?)                                                                         | 9 giugno 2017     | 24 dicembre 2021  | Nanami Yamai, Mitsu Ibuka, Takashi Kimura |
| Yumizuka Iroha wa Tejun ga Daiji! (弓塚いろはは手順が大事！?)                                  | 13 giugno 2017    | 18 settembre 2018 | Daisuke Yui                               |
| Otokozaka (男坂?)                                                                              | 7 luglio 2017     | 11 novembre 2023  | Masami Kurumada                           |
| Aisareru yori ￮-saretai (愛されるより○されたい?)                                               | 3 agosto 2017     | 23 novembre 2017  | Akira Yūki                                |
| Rojiura Bunch (路地裏バンチ?)                                                                  | 7 agosto 2017     | 30 aprile 2018    | Matsumoto Kabata                          |
| Mone-san no Majimesugiru Tsukiaikata (モネさんのマジメすぎるつき合い方?)                       | 11 agosto 2017    | 13 settembre 2019 | Masaki Gotō                               |
| Mansatsu: Mankoro (漫殺-マンコロ-?)                                                            | 15 agosto 2017    | 24 aprile 2018    | Hechii                                    |
| High Risk Mission Therapy (ハイリスクミッションセラピー?)                                      | 22 agosto 2017    | 19 febbraio 2019  | Ayumi Nakashima                           |
| Slime Life (スライムライフ?)                                                                   | 23 agosto 2017    | 1º novembre 2020  | Megasawara                                |
| Koharubiyori (小春日和?)                                                                       | 28 agosto 2017    | 1º settembre 2017 | Hayato Yahagi, Kei Hira                   |
| Saguri-chan Tankentai (さぐりちゃん探検隊?)                                                    | 31 agosto 2017    | 31 gennaio 2019   | Yoco Akiyama                              |
| Mieppari Syndrome (見栄っぱりシンドローム?)                                                    | 1º settembre 2017 | 27 aprile 2018    | Mao Nagata                                |
| Aejuma-sama no Gakkō (あえじゅま様の学校?)                                                     | 2 settembre 2017  | 30 giugno 2018    | Reiji Suzumaru                            |
| Bokutachi Hoiku-ka Kōkō 1-nensei (ぼくたち保育科高校1年生?)                                    | 14 settembre 2017 | 21 giugno 2018    | Yoshikage Danjō                           |
| Tomogui Kyōshitsu (友食い教室?)                                                                | 17 settembre 2017 | 6 gennaio 2019    | Yusura Kankitsu, Yū Sawase                |
| Mia: Unjō no Neverland (MIA-雲上のネバーランド-?)                                              | 20 settembre 2017 | 25 ottobre 2017   | Wubao                                     |
| Juni Taisen: Zodiac War (十二大戦?, Jūni Taisen)                                               | 23 settembre 2017 | 12 maggio 2018    | Nisio Isin, Akira Akatsuki                |
| Hoshi no Ōji-sama (星の王子さま?)                                                              | 25 settembre 2017 | 30 marzo 2020     | Man☆Gatarō                                |
| Tōmei Ningen no Hone (透明人間の骨?)                                                           | 26 settembre 2017 | 13 marzo 2018     | Jun Ogino                                 |
| Gag Shichimi (ギャグ七味?)                                                                     | 2 ottobre 2017    | 8 ottobre 2017    | Nobuhiro Ishii                            |
| Eren the Southpaw (左ききのエレン?, Hidarikiki no Eren)                                        | 7 ottobre 2017    | 8 ottobre 2022    | Kappy, nifuni                             |
| Vocchi-men (ヴォッチメン?)                                                                     | 11 ottobre 2017   | 24 gennaio 2018   | Toyotaka Haneda                           |
| Seija no Kōshin (生者の行進?)                                                                  | 20 ottobre 2017   | 28 settembre 2018 | Maru Mitsuchiyo                           |
| Summer Time Rendering (サマータイムレンダ?, Summertime Render)                                 | 23 ottobre 2017   | 1º febbraio 2021  | Yasuki Tanaka                             |
| Tsugihagi Quest (ツギハギクエスト?)                                                            | 26 ottobre 2017   | 28 dicembre 2017  | Sanshirō Kasama, Hikaru Uesugi            |
| Hitto Saku no Tsumeaka Kudasai! (ヒット作のツメアカください！?)                                | 5 novembre 2017   | 12 febbraio 2021  | Ryōichi Tenbō                             |
| Otome no Teikoku (オトメの帝国?)                                                               | 22 novembre 2017  | in corso          | Torajirō Kishi                            |
| Rifle Is Beautiful (ライフル・イズ・ビューティフル?)                                           | 23 novembre 2017  | 2 luglio 2020     | Salmiakki                                 |
| Mukidashi no Hakuchō (剥き出しの白鳥?)                                                         | 14 dicembre 2017  | 6 dicembre 2018   | Tsurun Hatomune                           |
| Ex-Arm (エクスアーム?)                                                                         | 20 dicembre 2017  | 26 giugno 2019    | HiRock, Shinya Komi                       |

### 2018
| Manga | Data di inizio    | Data di fine      | Mangaka                               |
| --- | ----------------- | ----------------- | ------------------------------------- |
| Karadasagashi Kai (カラダ探し 解?)                                                                                                 | 5 gennaio 2018    | 25 gennaio 2019   | Welzard, Katsutoshi Murase            |
| Darling in the Franxx (ダーリン・イン・ザ・フランキス?)                                                                            | 14 gennaio 2018   | 26 gennaio 2020   | Code:000, Kentarō Yabuki              |
| Darling in the Franxx! (ダーリン・イン・ザ・フランキス?)                                                                           | 14 gennaio 2018   | 11 luglio 2018    | mato                                  |
| Hell's Paradise - Jigokuraku (地獄楽?, Jigokuraku)                                                                                 | 22 gennaio 2018   | 25 gennaio 2021   | Yūji Kaku                             |
| Suginami Tōbatsu Kōmuin (スギナミ討伐公務員?)                                                                                      | 31 gennaio 2018   | 27 febbraio 2019  | Robinson Haruhara, Yūki Satō          |
| Shinmai Nitta-ism (シンマイ新田イズム?)                                                                                            | 3 febbraio 2018   | 22 dicembre 2018  | Shōgo Ueno, Hirakei                   |
| Sekai Seifuku!! Shrimp Kingdom (世界征服!!シュリンプキングダム?)                                                                   | 8 febbraio 2018   | 3 gennaio 2019    | Yō Ikoma                              |
| The Sign of Abyss (ヨルの鍵, Yoru no Kagi?)                                                                                        | 13 febbraio 2018  | 12 giugno 2020    | Maya Takamura                         |
| Kokoronashi no Kirimu (心なしのキリム?)                                                                                            | 21 febbraio 2018  | 7 marzo 2018      | Kū Tanaka, Mitsuki Nagata             |
| Muhyo to Rōji no Mahōritsu Sōdan Jimusho: Mazoku Magushi-hen (ムヒョとロージーの魔法律相談事務所[魔属魔具師編]?)                   | 19 marzo 2018     | 7 marzo 2019      | Yoshiyuki Nishi                       |
| Godzilla Kaijū Wakusei (GODZILLA 怪獣惑星?)                                                                                        | 29 marzo 2018     | 27 settembre 2018 | Youth Kurahashi                       |
| Gag Mangaka Ningen Dock Death Race (ギャグマンガ家 人間ドックデスレース?)                                                          | 2 aprile 2018     | 5 aprile 2018     | Tsunomaru                             |
| Black Torch (ブラックトーチ?) | 11 aprile 2018    | 11 luglio 2018    | Tsuyoshi Takaki                       |
| World's End Harem: Fantasia (終末のハーレム ファンタジア?, Shūmatsu no Harem Fantasia)                                             | 19 aprile 2018    | in corso          | LINK, SAVAN                           |
| Neko, Host Hajimemashita (猫、ホストはじめました?)                                                                                 | 20 aprile 2018    | 22 aprile 2018    | Tomomi Ōta                            |
| Shi no Tori (死ノ鳥?) | 25 aprile 2018    | 13 marzo 2019     | Dr. Imu                               |
| Oblivion Battery (忘却バッテリー?, Bōkyaku Battery)                                                                                | 26 aprile 2018    | in corso          | Eko Mikawa                            |
| Kono Saki, Dobunuma Chūi (この先、どぶ沼注意?)                                                                                     | 1º maggio 2018    | 18 settembre 2018 | Hoshikabi                             |
| Kojirase Hyakki Do Minor (こじらせ百鬼ドマイナー?)                                                                                 | 2 maggio 2018     | 17 aprile 2020    | Kōta Nangō                            |
| Bara to Buta (薔薇と豚?) | 12 maggio 2018    | 8 dicembre 2018   | Iito Itō                              |
| Chō Isekai Tensei Tan Deus Ex Machina (超異世界転生譚デウスエクスマキナ?)                                                          | 28 maggio 2018    | 1º luglio 2018    | Tarō Fukuoka                          |
| Abyss Rage (アビスレイジ?) | 31 maggio 2018    | 4 febbraio 2021   | Nariaki Narita                        |
| Saotome Shimai wa Manga no Tame nara!? (早乙女姉妹は漫画のためなら!??)                                                             | 6 giugno 2018     | 23 giugno 2021    | Ryōhei Yamamoto                       |
| Kimi ga Fushigi (君が不思議?) | 11 giugno 2018    | 3 settembre 2018  | Mushi Kogane                          |
| Koisuru One Piece (恋するワンピース?)                                                                                              | 18 giugno 2018    | in corso          | Daiki Ihara                           |
| One Piece: Koby-ni no Kobiyama - Uri Futatsunagi no Daihihō (恋するワンピース?)                                                    | 18 giugno 2018    | 1º luglio 2019    | Nakamaru                              |
| Psycho Against (サイコアゲンスト?)                                                                                                 | 30 giugno 2018    | 7 marzo 2020      | Roku Hiraishi, Shu Kageyama           |
| Lycopene the Tomatoy Poodle (トマトイプーのリコピン?, Tomatoypoo no Lycopene)                                                      | 9 luglio 2018     | in corso          | Kōji Ōishi                            |
| Kako no Anata wo Yūkai Shimashita (過去のあなたを誘拐しました?)                                                                    | 16 luglio 2018    | 28 ottobre 2019   | Tsubasa Aguni, Yasuyuki Nekoi         |
| KoLD8: King of the Living Dead (8LDK―屍者ノ王―, 8LDK: Shisha no Ō?)                                                                | 22 luglio 2018    | 6 gennaio 2019    | Pageratta                             |
| Hōki ni Matagaru Shūkatsu Sensō (ホウキにまたがる就活戦争?)                                                                        | 25 luglio 2018    | 29 maggio 2019    | Osamu Edogawa                         |
| Tokedase! Mizore-chan (とけだせ！みぞれちゃん?)                                                                                    | 26 luglio 2018    | 17 aprile 2020    | Hanao Tabi                            |
| Land Lock | 3 agosto 2018     | 28 giugno 2019    | Ai Odahara                            |
| Jazu (邪図?) | 13 agosto 2018    | 2 ottobre 2018    | Boomerang Pantsu Yarō                 |
| Nano Hazard (ナノハザード?) | 14 agosto 2018    | 26 febbraio 2019  | Shōshō Kurihara, Kazāna               |
| Shin'en Resist Cure (シンエンレジスト CURE?)                                                                                       | 18 agosto 2018    | 19 luglio 2019    | Kazuyoshi Yamamoto, Shinichirō Naruie |
| Shōwa Otome Otogibanashi (昭和オトメ御伽話?)                                                                                       | 21 agosto 2018    | 12 maggio 2020    | Sana Kirioka                          |
| Sōsei no Onmyōji Tenen Jakko: Nishoku Kokkeiga (双星の陰陽師 天縁若虎〜二色滑稽画〜?)                                              | 27 agosto 2018    | 26 novembre 2018  | Yoshiaki Sukeno                       |
| Wagamama Hime no Hie-tori Seikatsu (わがまま姫の冷えとり生活?)                                                                     | 27 agosto 2018    | 2 settembre 2018  | Ran Katsuragi                         |
| Curtain's Up, I'm Off (開演のベルでおやすみ?, Kaien no Bell de Oyasumi)                                                            | 19 settembre 2018 | 11 dicembre 2019  | Akitaka Imakoshi                      |
| Soloist in a Cage (檻ノ中のソリスト?, Ori no Naka no Soloist)                                                                      | 29 settembre 2019 | 14 giugno 2021    | Shiro Moriya                          |
| Black Clover: Quartet Knights (ブラッククローバー外伝 カルテットナイツ?)                                                           | 7 ottobre 2018    | 12 aprile 2020    | Yumiya Tashiro                        |
| Mist Gears Blast | 29 ottobre 2018   | 23 luglio 2019    | Hajime Tanaka, Yōichi Amano           |
| Tokui Taishitsukei Joshi no Hanashi (特異体質系女子の話?)                                                                          | 18 dicembre 2018  | 2 luglio 2019     | Yagiri                                |
| RWBY: The Official Manga | 20 dicembre 2018  | 25 giugno 2020    | Bunta Kinami                          |
| Dricam!! (ドリキャン!!?) | 22 dicembre 2018  | 28 dicembre 2019  | Yū Chiba                              |
| Spotless Love: This Love Cannot Be Any More Beautiful. (この恋はこれ以上綺麗にならない。?, Kono Koi wa Kore Ijō Kirei ni Naranai.) | 25 dicembre 2018  | 9 giugno 2020     | Ōtarō Maijō, Arata Momose             |
| Moon Land (ムーンランド?) | 27 dicembre 2018  | 5 novembre 2020   | Sai Yamagishi                         |
| Kao ga Konoyo ni Mui Tenai (顔がこの世に向いてない。?)                                                                             | 28 dicembre 2018  | 28 agosto 2020    | Manose                                |
| Fuchū San Oku En Jiken wo Keikaku Jikkō Shita no wa Watashi desu. (府中三億円事件を計画・実行したのは私です。?)                    | 29 dicembre 2018  | 31 dicembre 2019  | Shirota, MUSASHI                      |
| Rettō Gan no Tensei Majutsushi (劣等眼の転生魔術師?)                                                                               | 30 dicembre 2018  | 31 dicembre 2023  | Yusura Kankitsu, Hinata Yaya          |

### 2019
| Manga | Data di inizio    | Data di fine      | Mangaka                                       |
| --- | ----------------- | ----------------- | --------------------------------------------- |
| Demon Tune | 4 gennaio 2019    | 2 maggio 2019     | Yūki Kodama                                   |
| Demon Slave (魔都精兵のスレイブ?, Mato Seihei no Slave)                                                                                     | 5 gennaio 2019    | in corso          | Takahiro, Yōhei Takemura                      |
| The Vertical World (タテの国?, Tate no Kuni)                                                                                                | 10 gennaio 2019   | 1º aprile 2021    | Kū Tanaka                                     |
| Oyakusoku no Neverland (お約束のネバーランド?)                                                                                              | 11 gennaio 2019   | 28 marzo 2019     | Shūhei Miyazaki                               |
| Gunjō ni Siren (群青にサイレン?) | 4 febbraio 2019   | 3 agosto 2020     | Mikan Momokuri                                |
| Arata Primal: The New Primitive (アラタプライマル?, Arata Primal)                                                                           | 8 febbraio 2019   | 8 novembre 2019   | Daisuke Oikawa, Katsutoshi Murase             |
| Mutō to Satō (むとうとさとう?) | 14 febbraio 2019  | 11 febbraio 2021  | Taishō Akatsuka                               |
| Newton no Tsubomi (ニュートンの蕾?) | 5 marzo 2019      | 1º ottobre 2019   | Shiyu Tamayura                                |
| Spy × Family | 25 marzo 2019     | in corso          | Tatsuya Endō                                  |
| 'Tis Time for "Torture," Princess (姫様“拷問”の時間で?, Hime-sama "Gōmon" no Jikan desu)                                                    | 2 aprile 2019     | 19 agosto 2025    | Robinson Haruhara, Hirakei                    |
| Heart Gear | 3 aprile 2019     | 24 giugno 2024    | Tsuyoshi Takaki                               |
| Kimetsu Between the Scenes! (鬼滅の刃公式スピンオフ「きめつのあいま！」?, Kimetsu no Yaiba Kōshiki Spinoff "Kimetsu no Aima!")              | 7 aprile 2019     | 29 settembre 2019 | Ryōji Hirano                                  |
| Nani ga Nyan Demo Isōrō!! (なにがニャンでも居候!!?)                                                                                         | 8 aprile 2019     | 26 agosto 2019    | Migu                                          |
| Kanojo to Kare (彼女と彼?) | 17 aprile 2019    | 21 luglio 2021    | Kaoru                                         |
| Kōya no Kotobuki Hikōtai (荒野のコトブキ飛行隊?)                                                                                            | 24 aprile 2019    | 25 marzo 2020     | Muneaki Taoka, Tasuku Sugie                   |
| Junjō Sentai Virginias (純情戦隊ヴァージニアス?)                                                                                            | 25 aprile 2019    | 25 luglio 2021    | Tarō Fukuoka                                  |
| Tonari no Heya kara Aegigoe ga Suru n desu kedo... (隣の部屋から喘ぎ声がするんですけど...?)                                                 | 11 maggio 2019    | 28 dicembre 2019  | Suzuo                                         |
| Haikyu!! Club (ハイキュー部!!?) | 13 maggio 2019    | 24 marzo 2025     | Kyōhei Miyajima                               |
| Shijin-sō no Satsujin (屍人荘の殺人?) | 25 maggio 2019    | 15 maggio 2021    | Masahiro Imamura, Masaru Miyokawa             |
| 2.5 Dimensional Seduction (2.5次元の誘惑?, 2.5 Jigen no Yūwaku)                                                                             | 15 giugno 2019    | in corso          | Yū Hashimoto                                  |
| Hachūrui-chan wa Natsukanai (爬虫類ちゃんは懐かない?)                                                                                       | 18 giugno 2019    | 23 giugno 2020    | Masahito Sasaki                               |
| Hina Change (ヒナちゃんチェンジ?, Hina-chan Change)                                                                                         | 28 giugno 2019    | 12 giugno 2020    | Gaku Kajikawa                                 |
| Dear Sa-chan (さっちゃん、僕は。?, Sacchan, Boku wa.)                                                                                       | 3 luglio 2019     | 7 ottobre 2020    | Iori Asaga                                    |
| Kaibitsu Shōjo wa Hatsukoi no Yume wo Miru ka? (怪物少女は初恋の夢を見るか??)                                                               | 17 luglio 2019    | 6 maggio 2020     | Rishin Arima                                  |
| Hello World - Il manga | 19 luglio 2019    | 3 aprile 2020     | Manatsu Suzuki, Yoshihiro Sono                |
| Omukae ni Agarimashita.: Kokudo Kōtsūshō Kokudo Seisaku Kyoku Yūmei Suishin-ka (お迎えに上がりました。〜国土交通省国土政策局 幽冥推進課〜?) | 26 luglio 2019    | 25 dicembre 2020  | Miwa Sakurai                                  |
| Romantic Killer (ロマンティック・キラー?)                                                                                                   | 30 luglio 2019    | 2 giugno 2020     | Wataru Momose                                 |
| Hello (Rabukome) World (はろー(らぶこめ)わーるど?)                                                                                          | 9 agosto 2019     | 17 gennaio 2020   | Rippo Inukai                                  |
| Delivery Ojisan (デリバリーおじさん?) | 15 agosto 2019    | 26 settembre 2019 | Yū Oka, Terubō Aono                           |
| Rengoku no Toshi (恋獄の都市?) | 23 agosto 2019    | 7 agosto 2020     | Kyōhei Tawara                                 |
| Hokkaido Gals Are Super Adorable! (道産子ギャルはなまらめんこい?, Dosanko Gyaru ha Namaramenkoi)                                            | 4 settembre 2019  | 11 settembre 2024 | Kai Ikada                                     |
| 5 Page Inai ni Nakeru Manga (５ページ以内に泣ける漫画?)                                                                                     | 13 settembre 2019 | 14 ottobre 2019   | Osamu Edogawa                                 |
| Suitō to! (すいとーと!)?) | 29 settembre 2019 | 25 ottobre 2020   | Yui Okino                                     |
| Oishii Kōhii no Irekata (おいしいコーヒーのいれ方?)                                                                                         | 2 ottobre 2019    | 12 ottobre 2022   | Yuko Murayama, Yūki Aonuma, Ao Suzumemura, Yū |
| Ohayō Psychopath (おはようサイコパス?) | 8 ottobre 2019    | 10 marzo 2020     | Gemba Aomi                                    |
| Attack of Zashiki Children (アタック・オブ・ザシキチルドレン?)                                                                              | 15 ottobre 2019   | 29 febbraio 2020  | Tatsuki Ōkubo                                 |
| Psycho-Pass 3 | 26 ottobre 2019   | 30 luglio 2022    | Saru Hashino                                  |
| Sensen Ryuten (千戦流転?) | 29 ottobre 2019   | 25 novembre 2019  | Ryō Nishino, Yū Aoki                          |
| East, Into the Night (夜ヲ東ニ, Yoru wo Higashi ni?)                                                                                        | 31 ottobre 2019   | 28 maggio 2020    | Angyaman                                      |
| Himitsu no Kajitsu (秘密の果実?) | 7 novembre 2019   | 17 settembre 2020 | Yoshio Akai                                   |
| Senko Battle (センコーバトル?) | 29 novembre 2019  | 20 ottobre 2023   | Yoshitaka Koyama                              |
| SSSS.Gridman | 30 novembre 2019  | 11 dicembre 2021  | Yūki Konno                                    |
| Wa no Kage (環の影?) | 28 dicembre 2019  | 2 gennaio 2021    | Kaiji Nakagawa                                |
| Seija no Kōshin Revenge (生者の行進 Revenge?)                                                                                               | 29 dicembre 2019  | 6 febbraio 2022   | Maru Mitsuchiyo, Yūki Satō                    |

## Anni 2020

### 2020
| Manga | Data di inizio    | Data di fine      | Mangaka                               |
| --- | ----------------- | ----------------- | ------------------------------------- |
| Jigokuraku: Saikyō no Nukenin Gaman no Gabimaru (じごくらく 〜最強の抜け忍 がまんの画眉丸〜)                                                                                  | 20 gennaio 2020   | 29 giugno 2020    | Ōhashi                                |
| Kimi ga Shinu Made Ato 100-nichi (君が死ぬまであと100日) | 23 gennaio 2020   | 1 ottobre 2020    | Migihara                              |
| Ohisama Birdy (おひさまバーディー) | 26 gennaio 2020   | 9 agosto 2020     | Daisuke Yui                           |
| Teihen Tuber ga Uchū Sensō wo Tottemita (底辺チューバーが宇宙戦争を撮ってみた)                                                                                                | 29 gennaio 2020   | 30 dicembre 2020  | Tsunezō Watanabe, Banai               |
| Sono Shukujo wa Gūzō to Naru (その淑女は偶像となる) | 30 gennaio 2020   | 20 febbraio 2022  | Yōsuke Matsumoto                      |
| Majo no Kaiga-shū (魔女の怪画集) | 31 gennaio 2020   | 2 maggio 2020     | Hachi                                 |
| Yōkoso Bōrei Sōgiya-san (ようこそ亡霊葬儀屋さん) | 4 febbraio 2020   | 13 ottobre 2020   | Ito Kira                              |
| Kiruru Kill Me (きるる KILL ME) | 23 febbraio 2020  | in corso          | Yasuhiro Kanō                         |
| The 100 Girlfriends Who Really, Really, Really, Really, Really Love You (君のことが大大大大大好きな100人の彼女, Kimi no Koto ga Dai Dai Dai Dai Daisuki na 100-nin no Kanojo) | 23 febbraio 2020  | in corso          | Rikito Nakamura, Yukiko Nozawa        |
| Itomo Tayasuku Okonawareru Jūsan-sai ga Ikiru Tame no Oshigoto (いともたやすく行われる十三歳が生きる為のお仕事)                                                               | 27 febbraio 2020  | 8 settembre 2022  | Shokachū, Ryū Saiga                   |
| Shikabane-sha no 13 Tsuki (屍者の13月) | 31 marzo 2020     | 17 agosto 2021    | Di Nian Miao                          |
| Manken ni Bishōjo (漫研に美少女) | 7 aprile 2020     | 11 agosto 2020    | Taira Wadachi                         |
| Henshū-sha☆Momii no Dai Bōken (変臭者☆モミーの大冒険) | 9 maggio 2020     | 30 maggio 2020    | Man☆Gatarō                            |
| Excuse Me Dentist, It's Touching Me! (歯医者さん、あタってます！, Haisha-san, Atattemasu!)                                                                                    | 16 maggio 2020    | 21 gennaio 2023   | Sho Yamazaki                          |
| Oshi no Ko (【推しの子】) | 16 maggio 2020    | 21 novembre 2024  | Aka Akasaka, Mengo Yokoyari           |
| Honki Daseba Omae Koroseru (本気出せばお前殺せる) | 20 maggio 2020    | 24 dicembre 2021  | Cisco Yaneura                         |
| Jisatsu Hōjo (自殺幇女) | 29 maggio 2020    | 18 settembre 2020 | Yoshito Okita, Katsutoshi Murase      |
| Don't Blush, Sekime-san! (赤面しないで関目さん, Sekimen Shinaide Sekime-san)                                                                                                  | 21 giugno 2020    | 26 aprile 2022    | Shigure Tokita                        |
| World's End Harem: Britannia Lumiére (終末のハーレム～ブリタニア リュミエール～, Shūmatsu no Harem Britannia Lumiére)                                                         | 26 giugno 2020    | 29 luglio 2021    | LINK, Kira Etō                        |
| Kaiju No. 8 (怪獣8号?, Kaijū 8-gō) | 3 luglio 2020     | 18 luglio 2025    | Naoya Matsumoto                       |
| Senpai! Ore no Koe de Iyasarenaide Kudasai! (先輩！俺の声で癒されないでください！)                                                                                            | 5 luglio 2020     | 20 dicembre 2020  | Chilt                                 |
| Ghost Girl (ゴーストガール?) | 13 luglio 2020    | in corso          | Akissa Saiké                          |
| Gaming Ojōsama (ゲーミングお嬢様) | 21 luglio 2020    | 13 dicembre 2022  | Dai@nani, Mokomoko Yoshio, Masao Maru |
| World's End Harem: Fantasia Academy (終末のハーレム ファンタジア学園, Shūmatsu no Harem Fantasia Gakuen)                                                                      | 2 agosto 2020     | 17 luglio 2022    | LINK, Okada Andō                      |
| Mogumogu Mogyū (モグモグモギュー) | 4 agosto 2020     | 22 febbraio 2021  | Yūta Oi                               |
| Argonavis from BanG Dream! | 11 agosto 2020    | 23 marzo 2021     | Kyōhei Miyajima                       |
| Kubo Won't Let Me Be Invisible (久保さんは僕を許さない, Kubo-san wa Mobu o Yurusanai)                                                                                         | 12 agosto 2020    | 8 marzo 2023      | Nene Yukimori                         |
| Killer Friends | 9 settembre 2020  | 7 aprile 2021     | Rockin' Cartoon                       |
| Sukinakoto Shite Ikiteku (好きなことして生きていく) | 18 settembre 2020 | 19 febbraio 2021  | Daikage Ōmine                         |
| Il mistero di Ron Kamonohashi (鴨乃橋ロンの禁断推理, Kamonohashi Ron no Kindan Suiri)                                                                                         | 11 ottobre 2020   | 6 luglio 2025     | Akira Amano                           |
| Kizudarake no Piano Sonata (傷だらけのピアノソナタ) | 27 ottobre 2020   | 4 maggio 2021     | Keigo Saitō                           |
| Boku yori Medatsu na Ryūgakusei (僕より目立つな竜学生) | 6 novembre 2020   | 2 luglio 2021     | Kenta Yuzuriha                        |
| Even If You Slit My Mouth (口が裂けても君には, Kuchi ga Saketemo Kimi ni wa)                                                                                                  | 10 novembre 2020  | 19 dicembre 2023  | Akari Kajimoto                        |
| Diamond in the Rough (アラガネの子, Aragane no Ko) | 25 novembre 2020  | 27 dicembre 2023  | Nao Sasaki                            |
| Hyperinflation (ハイパーインフレーション) | 27 novembre 2020  | 17 marzo 2023     | Kyū Sumiyoshi                         |
| Debby the Corsifa wa Makezugirai (デビィ・ザ・コルシファは負けず嫌い) | 7 dicembre 2020   | 25 marzo 2024     | Masahiro Hirakata                     |
| Deadpool: Samurai (デッドプール：SAMURAI) | 10 dicembre 2020  | 24 giugno 2021    | Sanshirō Kasama, Hikaru Uesugi        |
| Togetoge (とげとげ) | 21 dicembre 2020  | 18 aprile 2022    | Kenta Tsuchida                        |

### 2021
| Manga | Data di inizio    | Data di fine      | Mangaka                      |
| --- | ----------------- | ----------------- | ---------------------------- |
| Ex-Arm EXA (エクスアームエクサ) | 10 gennaio 2021   | 14 marzo 2021     | HiRock, Shinya Komi          |
| Ex-Arm Another Code (エクスアーム アナザーコード) | 16 gennaio 2021   | 20 marzo 2021     | Atarō Kumo, Shinya Komi      |
| Red List Zetsumetsu Shinkaron (レッドリスト 絶滅進化論)                                                                                               | 27 gennaio 2021   | 9 febbraio 2022   | Katsutoshi Murase            |
| Shin Gunjō Senki (真・群青戦記) | 24 febbraio 2021  | 23 marzo 2022     | Masaki Kasahara, Azychika    |
| New World Order (ニューワールドオーダー) | 2 aprile 2021     | 25 febbraio 2022  | Hitoshi Isamu                |
| Beranda ni Neko (?) ga Kita (ベランダに猫（？）が来た)                                                                                                | 3 aprile 2021     | 29 gennaio 2022   | Nioshi Noai                  |
| Dandadan (ダンダダン) | 6 aprile 2021     | in corso          | Yukinobu Tatsu               |
| Borderless Name (ボーダレスネーム) | 23 aprile 2021    | 5 novembre 2021   | Bunshitsu Yanaka             |
| Konya Bokura wa Otomari wo Suru (今夜僕らはお泊りをする)                                                                                              | 5 maggio 2021     | 19 gennaio 2022   | Rioto Rie                    |
| Mutant wa Ningen no Kanojo to Kiss ga Shitai (ミュータントは人間の彼女とキスがしたい)                                                                 | 18 maggio 2021    | 25 gennaio 2022   | Maki, Giba-chan              |
| Aragae! Dark Elf-chan (あらがえ！ダークエルフちゃん)                                                                                                  | 6 giugno 2021     | 13 marzo 2022     | Yū Nabe                      |
| Kinemaquia (キネマキア) | 21 giugno 2021    | 12 settembre 2022 | Kōta Ōhira                   |
| Taishō Otome Otogibanashi: Enseika no Shokutaku (大正処女御伽話-厭世家ノ食卓-)                                                                        | 3 luglio 2021     | 31 dicembre 2021  | Sana Kirioka                 |
| Miss Little Gray (ミス・リトルグレイ) | 5 luglio 2021     | 8 agosto 2022     | Shio Hodaka                  |
| Karappo no Aine (からっぽのアイネ) | 8 luglio 2021     | 20 gennaio 2022   | Maria Komaki                 |
| Yarinaoshi Hime wa Otto to Koi Shitai (やり直し姫は夫と恋したい)                                                                                      | 9 luglio 2021     | 2 settembre 2022  | Kōkū Tanue                   |
| Godaigo Daigo (ゴダイゴダイゴ) | 13 luglio 2021    | 5 agosto 2024     | Kōnosuke                     |
| Majimesakyubasu Hiiragi-san (マジメサキュバス柊さん)                                                                                                  | 16 luglio 2021    | 9 settembre 2022  | Chilt                        |
| Aurora Node | 21 luglio 2021    | 3 agosto 2022     | Isse Hako                    |
| Kami no Manimani (神のまにまに) | 29 luglio 2021    | 8 dicembre 2022   | Reiji Agasa                  |
| The Kajiki Chef: Divine Cuisine (神食の料理人, Kajiki no Ryōrinin)                                                                                    | 31 luglio 2021    | 29 aprile 2023    | Sanami Suzuki                |
| Hara Hara Sensei (腹腹先生) | 2 agosto 2021     | 10 ottobre 2022   | Yanagi Takakuchi             |
| Eightward Mahō Gakkō e Yōkoso! (エイトワード魔法学校へようこそ！)                                                                                     | 5 agosto 2021     | 28 aprile 2022    | Sarii B                      |
| Gorilla Joshikōsei (ゴリラ女子高生) | 19 agosto 2021    | 30 giugno 2022    | Shūma Ōtomo                  |
| Kawaisugi Crisis (カワイスギクライシス) | 20 settembre 2021 | in corso          | Mitsuru Kido                 |
| Tengu to Warashi (天狗とわらし) | 28 settembre 2021 | 20 aprile 2022    | Gensui Shiitake              |
| Hasegawa Tomohiro no Digital Sakuga Funtōki: Analog no Mōshigo, Digital ni Idomu (長谷川智広のデジタル作画奮闘記～アナログの申し子、デジタルに挑む～) | 1 ottobre 2021    | 12 novembre 2021  | Tomohiro Hasegawa            |
| Satsuriku no ō (殺戮の王) | 9 ottobre 2021    | 25 febbraio 2023  | Yagi-kun                     |
| Magilumiere (株式会社マジルミエ?, Kabushiki Gaisha Majirumie)                                                                                         | 20 ottobre 2021   | 9 luglio 2025     | Sekka Iwata, Yū Aoki         |
| Kokoro no Program (ココロのプログラム) | 31 ottobre 2021   | 15 ottobre 2023   | Hinata Nakamura              |
| 3-nen C-gumi Onigawara Sensei: Naze ka Mina ni Sukarete Taiiku Kyōshi (3年C組鬼瓦先生 ～なぜか皆に好かれている体育教師～)                             | 7 novembre 2021   | 10 aprile 2022    | Doden-chan                   |
| Dragon no Ko (ドラゴンの子) | 9 novembre 2021   | 28 marzo 2023     | Kū Tanaka                    |
| After School Mate (アフタースクールメイト) | 30 novembre 2021  | 17 maggio 2022    | Kuon Umino                   |
| Salad Viking (サラダ・ヴァイキング) | 4 dicembre 2021   | 25 marzo 2023     | Sōichirō                     |
| Zenbu Bukkowasu (全部ぶっ壊す) | 5 dicembre 2021   | 25 dicembre 2022  | Teito Heji, Sai Yamagishi    |
| Sebumi Reifu no Iikibun (瀬文麗歩のイイ奇聞) | 6 dicembre 2021   | 11 luglio 2022    | Saki Akamura                 |
| Takopi's Original Sin (タコピーの原罪, Takopii no Genzai)                                                                                             | 10 dicembre 2021  | 25 marzo 2022     | Taizan 5                     |
| Make the Exorcist Fall in Love (エクソシストを堕とせない, Exorcist wo Otosenai)                                                                       | 15 dicembre 2021  | in corso          | Aruma Arima, Masuku Fukayama |
| Higan Shigan no Monodomoyo (彼岸此岸のものどもよ) | 17 dicembre 2021  | 6 maggio 2022     | Keisuke Niihama              |

### 2022
| Manga | Data di inizio    | Data di fine      | Mangaka                          |
| --- | ----------------- | ----------------- | -------------------------------- |
| Anten-sama no Haranōchi (アンテン様の腹の中?) | 30 gennaio 2022   | 12 febbraio 2023  | Itsuki Yosuga                    |
| Stage S (ステージS?) | 6 marzo 2022      | 8 settembre 2024  | Tomoya Harikawa                  |
| 100-nichi Go ni XXX suru Onna Shachō to Shinyū Shain (100日後に×××する女社長と新入社員?) | 11 marzo 2022     | 29 luglio 2022    | Suzuo                            |
| Red Cat Ramen (ラーメン赤猫, Ramen Aka Neko?) | 14 marzo 2022     | in corso          | Angyaman                         |
| Dragon Quest Dai no Daibōken Yūsha Avan to Gokuen no Maō (ドラゴンクエスト ダイの大冒険 勇者アバンと獄炎の魔王?)                                                                                  | 19 marzo 2022     | in corso          | Riku Sanjō, Yūsaku Shibata       |
| Sushi Sister Hunter (スシシスターハンター?) | 25 marzo 2022     | 16 dicembre 2022  | Tomoko Machinery                 |
| Koibito Ijō Yūjin Miman (恋人以上友人未満?) | 29 marzo 2022     | in corso          | yatoyato                         |
| Junket Bank (ジャンケットバンク?) | 30 marzo 2022     | in corso          | Ikkō Tanaka                      |
| One Piece Campus (ONE PIECE学園?) | 8 aprile 2022     | in corso          | Sōhei Kōji                       |
| Marriagetoxin (マリッジトキシン?) | 20 aprile 2022    | in corso          | Jōmyakun, Mizuki Yoda            |
| Bubble (バブル?) | 22 aprile 2022    | 23 maggio 2022    | Erubo Hijihara                   |
| Ayakashi Triangle (あやかしトライアングル?) | 25 aprile 2022    | 25 settembre 2023 | Kentarō Yabuki                   |
| Camellia no Curtain (カメリアのカーテン) | 29 aprile 2022    | 23 dicembre 2022  | Kazusa Inaoka                    |
| You and I Are Polar Opposites (正反対な君と僕, Seihantai na Kimi to Boku) | 2 maggio 2022     | 25 novembre 2024  | Kōcha Agasawa                    |
| Bakumatsu Tobaku Barubaroi (幕末賭博バルバロイ) | 20 maggio 2022    | 28 luglio 2023    | Homura Kawamoto, Toyotaka Haneda |
| Tokyo Underworld (深東京, Shin Tōkyō) | 29 maggio 2022    | 22 dicembre 2024  | Kenji Sakaki                     |
| Teruteru Kensetsu (Kabu) (てるてる建設(株)) | 6 giugno 2022     | 10 aprile 2023    | Asako Mabuchi, Kōhei Andō        |
| Moebana (もえばな) | 30 giugno 2022    | 30 marzo 2023     | Hidari Yokoyama                  |
| Chainsaw Man (チェンソーマン 第二部?, Chainsaw Man Dainibu) | 13 luglio 2022    | in corso          | Tatsuki Fujimoto                 |
| Uchū no Tamago (宇宙の卵) | 23 luglio 2022    | 24 dicembre 2022  | Rikimaru Hodono                  |
| Baby Blooper (ベイビーブルーパー) | 29 luglio 2022    | 21 aprile 2023    | Wakaeru Haruni                   |
| Leviathan (リバイアサン) | 2 agosto 2022     | 28 febbraio 2023  | Kuroi Shiro                      |
| Haru no Yokujitsu (春の翌日) | 9 agosto 2022     | 19 febbraio 2024  | Yoshihiro Haida                  |
| Tanukitsune no Gon (タヌキツネのゴン) | 11 agosto 2022    | 11 gennaio 2024   | Sawaru Mega                      |
| Hasegawa Tomohiro no Kaettekita Dejitaru Sakuga Funtō-ki: Anriaru Enjin-hen (長谷川智広の帰ってきたデジタル作画奮闘記 ～アンリアルエンジン編～)                                                   | 23 agosto 2022    | 4 ottobre 2022    | Tomohiro Hasegawa                |
| Skeleton Double (スケルトンダブル) | 26 agosto 2022    | 14 giugno 2024    | Tokaku Kondō                     |
| Ghostbuster Osamu (限界煩悩活劇オサム, Genkai Bonnō Katsugeki Osamu) | 2 settembre 2022  | 25 agosto 2023    | Getabako                         |
| The Dark Doctor Ikuru (不治の病は不死の病., Fuji no Yamai wa Fushi no Yamai) | 6 settembre 2022  | 6 febbraio 2024   | Hechii                           |
| Boku no Buki wa Kōgekiryoku 1 no Hari Shikanai (僕の武器は攻撃力１の針しかない?) | 11 settembre 2022 | in corso          | Kamiyoshi, Nabetsuyo             |
| Kindergarten Wars (幼稚園WARS?, Yōchien Wars) | 15 settembre 2022 | in corso          | Yū Chiba                         |
| Karadasagashi I (カラダ探し 異) | 24 settembre 2022 | 11 marzo 2023     | Harumi Doki, Katsutoshi Murase   |
| The Game Devil (ゲー魔王, Gē Maō) | 28 settembre 2022 | 20 giugno 2024    | Kakunoshin Futsuzawa             |
| Chieri no Koi wa 8 Meters (ちえりの恋は8メートル?) | 2 ottobre 2022    | 26 gennaio 2025   | Watari Mitogawa                  |
| Giri no Otōto ni Korosareru (義理の弟に殺される) | 4 ottobre 2022    | 30 maggio 2023    | Morudau                          |
| Tajū Jinkaku Kanojo (多重人格彼女) | 9 ottobre 2022    | 5 marzo 2023      | Homekorosuke, Fanko              |
| Kinnikujima (筋肉島) | 15 ottobre 2022   | 17 agosto 2024    | Nariaki Narita                   |
| Hōkago Himitsu Club (放課後ひみつクラブ) | 18 ottobre 2022   | 10 dicembre 2024  | Teppei Fukushima                 |
| L’impresa eroica di Sasuke. I coniugi Uchiha e il firmamento stellato. Naruto (NARUTO-ナルト- サスケ烈伝うちはの末裔と天球の星?, Naruto Sasuke Retsuden Uchiha no Matsuei to Tenkyū no Hoshikuzu) | 23 ottobre 2022   | 23 aprile 2023    | Shingo Kimura                    |
| Naruto: Konoha's Story—The Steam Ninja Scrolls: The Manga (NARUTO-ナルト- 木ノ葉新伝湯煙忍法帖?, Naruto Konoha Shinden Yukemuri Ninpōchō)                                                         | 29 ottobre 2022   | 27 maggio 2023    | Natsuo Sai                       |
| holoX MEETing! (ホロックスみーてぃんぐ！) | 1 novembre 2022   | 18 luglio 2023    | Anmitsu Okada                    |
| Manko☆Chishin - Baka demo Wakaru Koten Bungaku (漫古☆知新-バカでもわかる古典文学-) | 10 novembre 2022  | 13 aprile 2023    | Man☆Gatarō                       |
| Janji (雀児?) | 21 novembre 2022  | 4 dicembre 2023   | Kazuki Hiraoka                   |
| Dorei no Watashi-shi Mofumofu Shujin ga Tōtokute Kyō mo Buji Shibō (奴隷の私氏 モフモフ主人が尊くて 今日も無事死亡)                                                                               | 25 novembre 2022  | 14 luglio 2023    | Nioshi Noai                      |
| Me and My Gangster Neighbour (ぼくと仁義なきおじさん, Boku to Jinginaki Ojisan) | 3 dicembre 2022   | 21 ottobre 2023   | Wataru Momose                    |
| Kemonokuni (ケモノクニ?) | 7 dicembre 2022   | in corso          | Kei Tsuchiya                     |
| Ban-Ō (バンオウ-盤王-?) | 16 dicembre 2022  | 7 giugno 2024     | Tomoya Watabiki, Garaku Akinai   |
| Rental 105 (レンタル105?) | 19 dicembre 2022  | 24 aprile 2023    | Natsume Yamamoto                 |
| Dorei Yūgi DIDI (奴隷遊戯DIDI?) | 31 dicembre 2022  | in corso          | Mitsu Ibuka, Natsudō Munakata    |

### 2023
| Manga | Data di inizio    | Data di fine      | Mangaka                          |
| --- | ----------------- | ----------------- | -------------------------------- |
| Jiangshi X (キョンシーX?)                                                                                              | 23 gennaio 2023   | 19 febbraio 2024  | Norihiko Kurazono                |
| Yumeochi: Dreaming of Falling for You (ユメオチ～ユメで僕らは恋にオチる～?, Yumeochi: Yume de Bokura wa Koi ni Ochiru) | 5 febbraio 2023   | 29 ottobre 2023   | Ryōma Kitada                     |
| Zao Saga (ザオ・サガ?)                                                                                                 | 8 febbraio 2023   | 1 novembre 2023   | Ryu Genkei                       |
| Mukashi wa Yokatta (昔は良かった)                                                                                      | 13 febbraio 2023  | 11 settembre 2023 | Tsukasa Sei                      |
| Stan for Salvation (サイハテ四重奏, Saihate Shijūsō)                                                                   | 17 febbraio 2023  | 14 luglio 2023    | Kōzuki Osamu                     |
| Beat & Motion | 25 febbraio 2023  | 25 gennaio 2025   | Naoki Fujita                     |
| Jinrui-Shoku: Blight of Man (人類蝕, Jinrui Shoku)                                                                     | 28 febbraio 2023  | 31 dicembre 2024  | Mitsuchiyomaru, Yūki Satō        |
| Fire Emblem Engage (ファイアーエムブレム エンゲージ?)                                                                  | 3 marzo 2023      | in corso          | Kazurō Kyō                       |
| Elf Otto to Dwarf Kome (エルフ夫とドワーフ嫁)                                                                          | 11 marzo 2023     | 10 febbraio 2024  | Yoshika Komatsu                  |
| Hikensha Shia (被験者シア)                                                                                             | 17 marzo 2023     | 2 giugno 2023     | Kōki Jinnōchi                    |
| Boku no Sefuku (ボクノセーフク)                                                                                        | 23 marzo 2023     | 21 settembre 2023 | Fuwa Jile                        |
| Service Wars (接客無双, Sekkyaku Musō)                                                                                 | 26 marzo 2023     | 3 dicembre 2023   | Tsurun Hatomune                  |
| The Pension Life Vampire (ペンションライフ・ヴァンパイア)                                                              | 1 aprile 2023     | 16 marzo 2024     | Shoichi Taguchi                  |
| Shibatarian (シバタリアン?)                                                                                            | 6 aprile 2023     | 19 settembre 2024 | Katsuya Iwamuro                  |
| Uma Musume Pretty Derby: Star Blossom (ウマ娘 プリティーダービー スターブロッサム?)                                    | 10 aprile 2023    | in corso          | Monjūsaki, Shin Hotani           |
| Jin no Me (刃ノ眼?) | 15 aprile 2023    | 16 agosto 2025    | Matsuno                          |
| Vibration Man (バイブマン?, Vibe Man)                                                                                  | 20 aprile 2023    | 23 novembre 2023  | Tōki Iwai                        |
| The Soul Spewing Wielder (タマロビ in アウト, Tamarobi In Out)                                                         | 29 aprile 2023    | 30 settembre 2023 | Isagi Mizanaga                   |
| Kekkon suru tte itta yo ne? (結婚するって言ったよね？)                                                                 | 2 maggio 2023     | 28 novembre 2023  | Otōto                            |
| Handsome Must Die (ハンサムマストダイ)                                                                                 | 7 maggio 2023     | 29 ottobre 2023   | Astra Ashima                     |
| Blooming Love (半人前の恋人, Han'ninmae no Koibito?)                                                                   | 9 maggio 2023     | in corso          | Daichi Kawada                    |
| My Girlfriend Gives Me Goosebumps! (偏愛ハートビート, Hen'ai Heartbeat)                                                | 15 maggio 2023    | 15 gennaio 2024   | Shunsuke Iino                    |
| Toku “Tōken Ranbu: Hanamaru” Setsugetsuka (特『刀剣乱舞-花丸-』～雪月華～)                                             | 24 maggio 2023    | 24 aprile 2024    | Saru Hashino                     |
| Renai Daikō (恋愛代行)                                                                                                 | 31 maggio 2023    | 12 giugno 2024    | Aka Akasaka, Nishizawa 5mm       |
| Demon Lord Exchange!! (魔王さまエクスチェンジ!!, Maō-sama Exchange!!)                                                  | 10 giugno 2023    | 17 agosto 2024    | Riya Hozmi                       |
| Spider-Man: Octo-Girl (スパイダーマン：オクトパスガール, Spider-Man: Octopus Girl)                                     | 20 giugno 2023    | 7 gennaio 2025    | Hideyuki Furuhashi, Betten Court |
| Sachi’s Records 〜Sachi’s Book of Revelation〜 (サチ録～サチの黙示録～, Sachiroku 〜Sachi no Mokushiroku〜?)           | 7 luglio 2023     | in corso          | Chanta                           |
| Wild Strawberry (ワイルドストロベリー?)                                                                                | 14 luglio 2023    | in corso          | Ire Yonemoto                     |
| Mikane and the Sea Woman (ぼくと海彼女?, Boku to Umi Kanojo)                                                           | 29 luglio 2023    | in corso          | Aoko Kizaki                      |
| Tenchi Mission (天地ミッション)                                                                                        | 3 agosto 2023     | 18 aprile 2024    | PETOKA                           |
| Shojo Null (少女Null?, Shōjo Null)                                                                                     | 5 agosto 2023     | 7 settembre 2024  | Kanae Nakanishi, Akima           |
| Shinitai Majo to Koroshitai Tenshu (死にたい魔女と殺したい店主)                                                        | 11 agosto 2023    | 16 febbraio 2024  | Magiko                           |
| History's Mentalist (歴史メンタリスト, Rekishi Mentalist)                                                              | 13 agosto 2023    | 10 marzo 2024     | Tomato Tri, Natsuko Uruma        |
| Tsuruko Returns the Favor (鶴子の恩返し?, Tsuruko no Ongaeshi)                                                         | 25 agosto 2023    | 2 maggio 2025     | Hidari Yokoyama                  |
| Diasporaiser (ディアスポレイザー?)                                                                                     | 15 settembre 2023 | 22 dicembre 2023  | Ondori Nukui                     |
| Daddy and Buddy (ダディデバディ, Daddy de Buddy)                                                                       | 19 settembre 2023 | 11 giugno 2024    | Tendai Yano                      |
| Collector Is Dead: Tenbai Yā Bokumetsu-ko-chan-hen (コレクターイズデッド ～転売ヤー撲滅子ちゃん編～)                   | 26 settembre 2023 | 7 maggio 2024     | Takeru Yokohama, Seinen Mirai    |
| Rugby Rumble (最強の詩?, Saikyō no Uta)                                                                                | 29 settembre 2023 | in corso          | Daisuke Miyata                   |
| Magical Girl Tsubame: I Will (Not) Save The World! (対世界用魔法少女つばめ?, Tai Sekaiyō Mahō Shōjo Tsubame)           | 7 ottobre 2023    | 28 settembre 2024 | Mapollo 3                        |
| Hope You're Happy, Lemon (クソ女に幸あれ?, Kuso Onna ni Sachiare)                                                      | 15 ottobre 2023   | in corso          | Mizuki Kishikawa                 |
| Witch Enforcer (魔女の執行人, Majo no Shikkō Hito)                                                                     | 27 ottobre 2023   | 24 maggio 2024    | Shun Akagi                       |
| Ai ga Omoi Jiraikei Vampire (愛が重い地雷系ヴァンパイア)                                                               | 29 ottobre 2023   | 15 settembre 2024 | Rie                              |
| At Summer's End (夏の終点, Natsu no Shūten?)                                                                           | 21 novembre 2023  | 4 giugno 2024     | Takuya Nishio                    |
| Gyaru to Iinchō ga Gūzen Saikai suru Hanashi (ギャルと委員長が偶然再会する話?)                                         | 4 dicembre 2023   | in corso          | Takuma Mitomo                    |
| Big Face | 13 dicembre 2023  | 19 marzo 2025     | Shio Sakiyama                    |
| The God Before Me (目の前の神様?, Me no Mae no Kamisama)                                                               | 25 dicembre 2023  | in corso          | Shou Kunoda                      |

### 2024
| Manga | Data di inizio    | Data di fine      | Mangaka                                     |
| --- | ----------------- | ----------------- | ------------------------------------------- |
| Kaiju No. 8: B-Side (怪獣8号 side B?, Kaijū 8-gō side B)                                                                                         | 5 gennaio 2024    | 12 luglio 2024    | Naoya Matsumoto, Keiji Ando, Kentaro Hidano |
| Girl Meets Rock! (ふつうの軽音部?, Futsū no Keionbu)                                                                                             | 14 gennaio 2024   | in corso          | Kuwahali, Tetsuo Ideuchi                    |
| Coronica no Nō (コロニカの脳) | 20 gennaio 2024   | in corso          | Minohashi Kō                                |
| JK ga Toki Tomete Mita Kudan (JKが時止めてみた件)                                                                                                | 25 gennaio 2024   | 22 agosto 2024    | Daishi Teikoku                              |
| Astro Baby (アストロベイビー) | 3 febbraio 2024   | in corso          | Shiro Moriya                                |
| Thermae Romae Redux (続テルマエ・ロマエ, Zoku Thermae Romae)                                                                                     | 6 febbraio 2024   | in corso          | Mari Yamazaki                               |
| Jishiyō to Shitara Sekai Metsubō Shita Hanashi (自◯しようとしたら世界滅亡した話窪木恵之佑)                                                       | 16 febbraio 2024  | in corso          | Enosuke Kuboki                              |
| Navigatoria (ナヴィガトリア?) | 18 febbraio 2024  | 16 marzo 2025     | Waka Oshiishi                               |
| The World of SKK Girls (SKK ◁少女たちの世界▷?, SKK ◁ Shōjo-tachi no Sekai ▷)                                                                     | 24 febbraio 2024  | 17 maggio 2025    | Taisyo Akatsuka                             |
| Set It and Forget It (ほったらかし飯, Hottarakashi Meshi)                                                                                        | 29 febbraio 2024  | 11 luglio 2024    | Kakaru, Kiri Tono, Rie Shibuya              |
| Ankoku Delta (暗黒デルタ?) | 11 marzo 2024     | 13 gennaio 2025   | Arinami                                     |
| Goze Hotaru (ごぜほたる) | 19 marzo 2024     | 1 ottobre 2024    | Kou Tosaya                                  |
| Ghost Fixers (ゴーストフィクサーズ?) | 22 marzo 2024     | in corso          | Yasuki Tanaka                               |
| Existential Unplugged (実存アンプラグド, Jitsuzon Unplugged)                                                                                     | 31 marzo 2024     | 22 dicembre 2024  | Saji Komori, Kana Masaya, Junosuke Ito      |
| Gift of Poison (ドクの贈物?, Doc no Okurimono)                                                                                                   | 4 aprile 2024     | 19 settembre 2024 | DODOTAN                                     |
| Centuria (ケントゥリア?) | 8 aprile 2024     | in corso          | Tohru Kuramori                              |
| Machi and Oboro (おぼろとまち?, Oboro to Machi)                                                                                                  | 13 aprile 2024    | 10 maggio 2025    | Yuhra Ishito                                |
| ByeByeBye (バイバイバイ) | 21 aprile 2024    | 21 luglio 2024    | Anneko                                      |
| RuriDragon (ルリドラゴン?) | 22 aprile 2024    | in corso          | Masaoki Shindo                              |
| Fool (さらしもの, Sarashimono) | 26 aprile 2024    | 23 agosto 2024    | Khota Ozaki                                 |
| I'm So Hungry I Could Eat Basashi (馬刺しが食べたい, Basashi ga Tabetai)                                                                         | 30 aprile 2024    | 4 giugno 2024     | Sayoru Sakurai                              |
| Deep Raputa (深層のラプタ?, Shinsō no Raputa) | 13 maggio 2024    | 21 aprile 2025    | Kitanoda Sorakara                           |
| Backpack Road (バクパ道) | 16 maggio 2024    | in corso          | PD                                          |
| Kunigei - Okuni University Art Department Film Program (クニゲル~大國大学藝術学部映画学科~?, Kunigei: Ōkuni Daigaku Gei-jutsu Gakubu Eiga Gakka) | 26 maggio 2024    | 8 giugno 2025     | Yosuke Takano                               |
| Taro Miyao Becomes a Cat Parent?! (宮王太郎が猫を飼うなんて, Miyaō Tarō ga Neko o Kau Nante)                                                     | 31 maggio 2024    | in corso          | Sho Yamazaki                                |
| Kaiju No. 8 Relax (怪獣８号 RELAX) | 7 giugno 2024     | in corso          | Kizuku Watanabe                             |
| Meido no Kuroko-san (冥土の黒子さん) | 11 giugno 2024    | in corso          | DaArts                                      |
| Drunk Bullet (ドランクバレット?) | 16 giugno 2024    | 12 gennaio 2025   | Yanagi Takakuchi                            |
| MAD | 18 giugno 2024    | in corso          | Yusuke Otori                                |
| Shiba Inu Rooms (シバつき物件, Shiba-tsuki bukken)                                                                                               | 27 giugno 2024    | in corso          | Esu Omori                                   |
| Get Away, Matsumoto！-100 days escape- (逃げろ松本, Nigero Natsumoto)                                                                            | 6 luglio 2024     | in corso          | Tsunehara Okusu                             |
| Oversleeping Takahashi (寝坊する男?, Nebosuru Otoko)                                                                                             | 20 luglio 2024    | 12 luglio 2025    | Koki Aguro                                  |
| NO\NAME | 31 luglio 2024    | 5 febbraio 2025   | Rafal Jaki, MACHINE GAMU                    |
| Deadpool: Samurai (デッドプール：SAMURAI 2nd season, Deadpool: Samurai 2nd Season)                                                               | 8 agosto 2024     | in corso          | Sanshiro Kasama, Hikaru Uesugi              |
| Boken ni Iku Fuku ga nai! (冒険に行く服がない！)                                                                                                 | 12 agosto 2024    | in corso          | Tojō Negi                                   |
| Empyreal Cabinet (天傍台閣, Tenbodaikaku) | 16 agosto 2024    | in corso          | Fumiji Yuba                                 |
| Insect Girl (ムシムスメ?, Mushi Musume) | 25 agosto 2024    | 8 giugno 2025     | Kanya Aki                                   |
| Runaway Darling -Darling's Vanishing Act- (Runaway Darling-にげろダーリン-?)                                                                     | 28 agosto 2024    | 16 aprile 2025    | Yadu                                        |
| Strikeout Pitch (サンキューピッチ, Thank You Pitch)                                                                                              | 3 settembre 2024  | in corso          | Kyu Sumiyoshi                               |
| Naked Hero (全裸勇者?, Zenra Yūsha) | 13 settembre 2024 | 25 aprile 2025    | Muscle Pain                                 |
| Hero Organization (英雄機関?, Eiyū Kikan) | 15 settembre 2024 | in corso          | Kei Saikawa, Akira Takahashi                |
| No Gyaru in This Class (このクラスにギャルはいない, Kono Kurasu ni Gyaru wa Inai)                                                                | 21 settembre 2024 | in corso          | Shigure Tokita                              |
| Marginal OL Kirigiri Giriko (限界OL霧切ギリ子)                                                                                                   | 24 settembre 2024 | in corso          | Mitosupa Tsuchimoto                         |
| Lunatic Terrapop (ルナティック・テラポップ) | 27 settembre 2024 | in corso          | Hisaya Hashida                              |
| Smother Me | 3 ottobre 2024    | 16 gennaio 2025   | Hiroshi Shimomoto                           |
| Yattara (ヤッターラ, Yattāra) | 8 ottobre 2024    | in corso          | Ooyamada                                    |
| Bio Abyss (バイオアビス) | 12 ottobre 2024   | in corso          | Aida Kanna                                  |
| Monochrome Days (モノクロのふたり, Monochrome no Futari)                                                                                         | 13 ottobre 2024   | in corso          | Yosuke Matsumoto                            |
| BEARBY | 14 ottobre 2024   | 4 agosto 2025     | Noon                                        |
| Night Light Hounds (ナイトライトハウンズ) | 19 ottobre 2024   | in corso          | Haruhisa Nakata                             |
| Magokoro Scramble!~What Lies in Your Heart? (真心スクランブル!?, Magakoro Scramble!)                                                             | 24 ottobre 2024   | 27 febbraio 2025  | Satoshi Taninaka                            |
| The Urban Legend Files (都市伝説先輩, Toshiden Shuo Senpai)                                                                                      | 16 novembre 2024  | in corso          | Kazuki Hiraoka                              |
| Ryota Killed His Brother (良太は弟を殺した, Ryōta wa Otōto wo Koroshita)                                                                         | 29 novembre 2024  | in corso          | Ayumi Natori                                |
| Drama Queen (ドラマクイン?) | 2 dicembre 2024   | in corso          | Kuraku Ichikawa                             |
| Template:Nihongo\''Asura's Verdict'' | 5 dicembre 2024   | in corso          | Utsugi Unohana                              |
| Gubichibi (ぐびちび?) | 19 dicembre 2024  | 18 gennaio 2025   | Saketamon                                   |

### 2025
| Manga                                                                               | Data di inizio   | Data di fine   | Mangaka                                            |
| ----------------------------------------------------------------------------------- | ---------------- | -------------- | -------------------------------------------------- |
| Waiting for the Sunlight (陽光ヲ待ツ?, Yoko wo Matsu)                               | 2 gennaio 2025   | in corso       | Haruka Nanase                                      |
| Stellar Friends (星交O者?, Seiko Oja)                                               | 12 gennaio 2025  | 20 luglio 2025 | Ichi no He                                         |
| Sirens Won't Sing For You (セイレーンは君に歌わない?, Siren wa Kimi ni Utawanai)    | 13 gennaio 2025  | in corso       | Reiji Agasa                                        |
| My Marriage to Saneka (?, Saneka no Yomeiri)                                        | 21 gennaio 2025  | in corso       | Wataru Momose                                      |
| Darkest Corners of the Heart (こころの一番暗い部屋?, Kokoro no Ichiban Kurai Heiya) | 2 febbraio 2025  | in corso       | Amayo Yuho                                         |
| THE MARSHAL KING                                                                    | 7 febbraio 2025  | in corso       | Boichi                                             |
| Eunuch of Empire (?, Mekkoku no Kangan)                                             | 10 febbraio 2025 | in corso       | Kei Saikawa, Kotaro Shono                          |
| Shinewbi (?, Itamin)                                                                | 20 febbraio 2025 | in corso       | Asako Mabuchi, Kohei Ando                          |
| Love is Overkill (ラライズオーバーキル?)                                            | 25 febbraio 2025 | in corso       | Astra Ashima                                       |
| Chuck Beans (チャックび～んず?)                                                     | 2 marzo 2025     | 3 agosto 2025  | Hatomune Tsurun                                    |
| Ashi Dribbles Through (?, Dribbling Nukko Ashi-chan)                                | 3 marzo 2025     | 4 agosto 2025  | Mononobu                                           |
| Maison and the Man-Eating Apartment (?, Hitokui Mansion to Oya no Mezon)            | 7 marzo 2025     | in corso       | Tanaka Kuu, Akima                                  |
| Beast Orange (けものみかん?, Kemonomikan)                                           | 13 marzo 2025    | 14 agosto 2025 | Kyuko Soda                                         |
| Home at the Horizon (おかえり水平線?, Okaeri Suheisen Kerorin)                      | 23 marzo 2025    | in corso       | Taiyo Watabe                                       |
| The Creepy and Freaky (こねしょさん?, Kowai Ya-san)                                 | 26 marzo 2025    | in corso       | Kamentotsu                                         |
| War of the Adults (大人大戰?, Otona Taisen)                                         | 5 aprile 2025    | in corso       | Kappy, Masaki Tsuzuki                              |
| GGG                                                                                 | 13 aprile 2025   | in corso       | Junichi Kabuto                                     |
| Blue Proustian Moment (?, Ginao no Puisuto)                                         | 26 aprile 2025   | in corso       | Emofuu                                             |
| Magical Girls and Narco Wars (魔法少女と麻薬戦争?)                                  | 5 maggio 2025    | in corso       | Yuu Nomiya, Meiji Merou                            |
| Gunze Arabaki's Magnificently Maniacal Menagerie! (?, Arabake! Arabaki Gungun Park) | 9 maggio 2025    | in corso       | Kyosuke Usuta                                      |
| Hell Teacher: Jigoku Sensei Nube PLUS (?)                                           | 14 maggio 2025   | 25 giugno 2025 | Takeshi Okano, Sho Makura                          |
| Aliens, Baseball and Civilization (?)                                               | 17 maggio 2025   | in corso       | Teto Heiji, Sai Yamagishi                          |
| The God of Time (?, Jikan no Kamisama)                                              | 22 maggio 2025   | in corso       | Kanae Nakanishi, Furo                              |
| Blood Wing Hunter (血翼の猟人?, Chiyuko no Karyudo)                                 | 30 maggio 2025   | in corso       | Ryuji Kunimoto                                     |
| Class of Brains (群脳教室?, Gun no Kyoshitsu)                                       | 18 giugno 2025   | in corso       | Kenji Ichima                                       |
| Re/Member: The Last Night (カラダ探し?, Karada Sagashi: The Last Night)             | 1 luglio 2025    | in corso       | Welzard, Katsutoshi Murase, Harumi Doki, Yuki Hara |
| YOUNG GUN BOARDER'S                                                                 | 25 luglio 2025   | in corso       | MUSASHI                                            |
| Ai to Ningyo Hime (?)                                                               | 13 agosto 2025   | in corso       | Gizaneko                                           |